# Kalijum acesulfam
Kalijum acesulfam je bezkalorijski veštački zaslađivač. Takođe je poznat kao acesulfam K ili Ace K (K označava hemijski element za kalijum).  U prodaji je pod imenima Sunett i Sweet One. U Evropskoj unije, on se vodi pod E brojem (kodom aditiva) E950.
Ovo jedinjenje je slučajno otkrio 1967. nemački hemičar Karl Klaus u kompaniji Hoechst AG (sad Nutrinova). Hemijska struktura, kalijum acesulfama je kalcijumova so 6-metil-1,2,3-oksatiazin-4(3H)-on 2,2-dioksida. On je beo kristalni prah sa molekulskom formulom  i molekulskom težinom od 201,24 g/mol.

## Spoljašnje veze
- Архивирано на веб-сајту  (16. септембар 2011)